# 学校法人椙山女学園
学校法人 椙山女学園（がっこうほうじん すぎやまじょがくえん）は、愛知県名古屋市にこども園・保育園・幼稚園・小学校・中学校・高校・大学・大学院を運営する学校法人。

## 概要
1905年（明治38年）に尾張藩士族椙山正弌と妻椙山今子が創設。2020年（令和2年）に学園創立115周年を迎えた。こども園や幼稚園から大学院までを擁する学園は中部地方では唯一。

## 教育理念
「人間になろう」

## 沿革
- 1905年 - 愛知県名古屋市富士塚町（現在の名古屋市東区泉1丁目）の尾張藩武家屋敷に名古屋裁縫女学校開校。
- 1917年 - 椙山高等女学校開校。
- 1924年 - 椙山第二高等女学校開校。椙山高等女学校を椙山第一高等女学校に改称。
- 1925年 - 名古屋裁縫女学校を椙山女学校に改称。
- 1930年 - 椙山女子専門学校開校。
- 1931年 - 椙山第二高等女学校を、椙山女子専門学校附属高等女学校に改称。
- 1936年 - ベルリンオリンピック水泳200メートル平泳ぎで椙山から前畑秀子が日本女子初の金メダリストとなる。
- 1937年 - 椙山女子商業学校開校。
- 1942年 - 椙山女子専門学校附属幼稚園開園。
- 1947年 - 椙山中学校開校。
- 1948年 - 椙山女学園高等学校開校。椙山中学を椙山女学園中学校に改称。
- 1949年 - 椙山女学園大学開学。
- 1950年 - 椙山女子専門学校附属幼稚園を椙山女学園大学附属幼稚園に改称。
- 1951年 - 学校法人椙山女学園に組織変更認可。
- 1952年 - 椙山女学園大学附属小学校開校。
- 1969年 - 椙山女学園大学に短期大学部を設置。
- 2001年 - 椙山女学園大学の短期大学部を学部に統合。
- 2005年 - 学園創立100周年。
- 2009年 - 創設者椙山正弌生誕130周年。
- 2015年 - 椙山女学園大学附属保育園を開設。
- 2019年 - 椙山女学園大学附属こども園を開設。

## 学校一覧
- 椙山女学園大学附属こども園
- 椙山女学園大学附属保育園
- 椙山女学園大学附属幼稚園
- 椙山女学園大学附属小学校
- 椙山女学園中学校・高等学校
- 椙山女学園大学
- 椙山女学園大学大学院

## 関連施設

### 椙山歴史文化館
創設者･椙山正弌生誕130周年の記念事業として、学園の歴史と伝統を知る貴重な資料を展示するために開館した施設。学園関係者による絵画・書・写真等を展示し、交流できる文化展示室も設置している。

### 椙山人間学研究センタ ー
学園創立100周年を記念した新設のセンター。「人間」「人間になろう」を理論的に追求し、21世紀を切り拓きうる新たな人間についての「知」の研究拠点を目指すと同時に、広く学界・一般社会・地域に発信し、価値の高い貢献を実現する。

### エクステンションセンター
大学の有する知的財産や施設設備を活用し、エクステンション事業としての「椙山オープンカレッジ」や各種検定試験、公開講座および自治体との連携講座等を展開し、学内の補完的教育や生涯学習による社会貢献の充実を目指す。

## 法人本部所在地
- 愛知県名古屋市千種区山添町2-2
  - 北緯35度9分43.1秒 東経136度57分5.7秒 / 北緯35.161972度 東経136.951583度

## 特記事項
こども園から大学院まである愛知県名古屋市の女子校として有名。幼稚園から大学院までの在校生総数は約8,400名。

### 金剛鐘（こんごうしょう）
学園のシンボルとなっているカリヨン（組み鐘）。毎朝8時30分、昭憲皇太后御歌『金剛石』（1887年（明治20年）3月18日、作詞：昭憲皇太后、作曲：奥好義）を生徒が鐘の音で奏で、始業とする。1921年（大正10年）、椙山女学園創設者で初代学園長の椙山正弌が教育事情視察のため渡米した折、スタンフォード大学で、毎朝讃美歌のメロディーが美しい鐘の音で鳴り渡ると学生はもちろん学外の道行く人々も歩みを止めて静かな祈りを捧げる姿をみて深く感動し、学園にもこの鐘を取り入れることを考えた。帰国後、英国ロンドンのジレット社へ鐘の製作を依頼し、1930年（昭和5年）、覚王山にあった当時「白亜の殿堂」と称された椙山第二高等女学校の校舎屋上の塔内に設置された。1931年（昭和6年）2月11日、鐘から初めて『金剛石』のメロディーが流れ、以来「金剛鐘」と名付けられたこの鐘で奏でられる響きは学園のシンボルになり、卒業生・在校生の胸に深く刻まれている。
学園創立者の椙山正弌はスポーツ教育にも力を入れ、その一環として1928年（昭和3年）に学園内に新しい屋内プールを作り水泳部を創設、翌1929年（昭和4年）には水泳選手の前畑秀子と小島一枝を和歌山から名古屋の学園に受け入れ寮を提供し全面的に支援した。1936年ベルリンオリンピックでは、前畑が女子200メートル平泳ぎで金メダル、小島は400メートル自由形で6位入賞を果たした 。母校である椙山女学園中学校・高等学校の校内には、ふたりの水着姿の銅像がある。また、学園には前畑が持ち帰った樫の苗木「オリンピック・オーク」の2代目が植えられている。
椙山女学園大学は女子大学としては日本最多の7学部をもつ総合大学であり、1学年の在籍学生数1000名以上の女子大学の中で就職率は4年連続日本一である。1986年（昭和61年）、星が丘キャンパスは名古屋市都市景観賞で表彰された。
幼稚園から大学までエスカレーター式に進学した人を、「一本椙」と呼ぶ。

## 不祥事

### 贈収賄汚職
1994年1月11日、生活科学部学科新設にまつわる審査に便宜をはかってもらうため、当時、椙山女学園大学理事長と学園長を兼務していた椙山正弘が、文部省高等教育局大学課の係長に現金や50万相当の家族旅行をプレゼントした贈賄容疑で逮捕された。文部省、椙山女学園大学、椙山正弘宅に家宅捜索が入った。1994年1月17日、椙山正弘は不祥事により学校法人椙山女学園理事長・学園長を辞任した。

## 同窓会組織
1906年（明治39年）学園創立の翌年に作られた「和風会」が同窓会のはじまりであり、卒業生と在校生が恩師を交えて和合親睦を目的とした。現在は学園同窓会「いとぎく会」を頂点とし大学、中高、またそれぞれの学校や学部の同窓会の他、全国各地に支部会が結成されている。
主な活動は『同窓会だより』の発刊、卒業生への記念品贈呈、学校行事への参加、日帰り旅行や観劇などを通じて交流を深めている。
- 椙山女学園同窓会 - いとぎく会
- 椙山女学園大学同窓会 - ふじみ会
- 椙山女学園高校中学同窓会

## アクセス
- 名古屋市営地下鉄東山線 覚王山駅4番出口より徒歩で約10分。